# Comitato Toscano di Liberazione Nazionale

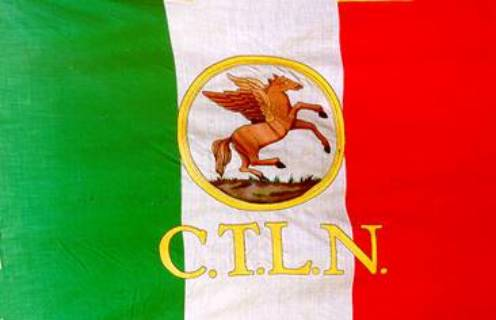
Bandiera del Comitato Toscano di Liberazione Nazionale
(1943-1945)

Documento prodotto dal Comitato Toscano di Liberazione Nazionale
(1943-1945)

Bandiera della Regione Toscana
(in uso dal 1970), in cui compare il Pegaso del CTLN

Il Comitato Toscano di Liberazione Nazionale, abbreviato CTLN, fu creato, in clandestinità, a Firenze per organizzare in Toscana la resistenza all'occupante tedesco durante la seconda guerra mondiale in appoggio alle truppe di liberazione alleate.
Fu tale organismo a proclamare, da Palazzo Medici Riccardi appena liberato e in nome del «popolo toscano», l'insurrezione generale della Toscana contro gli occupanti nazifascisti l'11 agosto 1944.
Rispetto agli altri Comitati di Liberazione Nazionale sorti localmente in Toscana, il CTLN aveva funzioni di coordinamento e indirizzo. Per esempio nel novembre del 1944 intervenne presso il CLN di Signa per permettere ad un rappresentante del Partito d'Azione, precedentemente ostracizzato dai social-comunisti, di entrarvi. 
Prima di insediarsi definitivamente a Palazzo Medici Riccardi, il CTLN si riunì clandestinamente prevalentemente in via della Condotta nº8 (presso gli uffici commerciali del socialista Natale Dall’Oppio) e in un laboratorio artigianale già sede di un convento in san Frediano (in via Giano della Bella nº12).
Non appena liberato Palazzo Vecchio, la mattina dell'11 agosto, il CTLN tenne una riunione in quel prestigioso edificio congiuntamente alla nuova giunta comunale di Firenze (a guida del sindaco socialista Gaetano Pieraccini). 
Presidente del CTLN fu lo storico dell'arte Carlo Ludovico Ragghianti, al quale si deve anche la scelta del simbolo del Pegaso, animale mitologico sempre in lotta contro il male (rappresentato spesso dalla chimera) in una veste grafica che già era in uso nell'omonima rivista Pegaso. Lo stemma della Regione Toscana (creato nel 1970) recupera - insieme ai colori storici toscani (bianco e rosso) - il Pegaso del CTLN. 
Fecero parte, tra gli altri, del CTLN vari docenti e studenti universitari, tra questi si segnala Ranuccio Bianchi Bandinelli. Anche Mario Leone, socialista, futuro presidente della regione Toscana, fu membro del CTLN.
Insieme alle altre sezioni regionali di Piemonte, Lombardia, Liguria e Veneto, il CTLN formò il Comitato di Liberazione Nazionale Alta Italia, al quale si affiancavano i CLN locali del coordinamento "Italia Centrale" (sede a Roma) e Italia meridionale (meno attivo). Tutti i comitati regionali facevan poi capo al Comitato di Liberazione Nazionale centrale, avente sede a Milano.